# Политические партии Швеции
В Швеции существует многопартийная политическая система с многочисленными политическими партиями. Особенность этой системы в том, что у партий не часто есть возможность получить абсолютное большинство в парламенте и они вынуждены формировать коалиционные правительства.
Согласно шведскому законодательству политической партией является группа избирателей, принимающих участие в выборах под общим партийным наименованием. В то же время закон не устанавливает жёстких требований к созданию политических партий. Это привело к появлению в Швеции большого числа политических организаций. Всего в стране зарегистрировано 768 политических партий. Большинство из них являются партиями регионального или местного уровня, также существуют т.н. партии «одного вопроса».

## Представленные вРиксдаге
- Социал-демократическая рабочая партия Швеции
- Умеренная коалиционная партия
- Партия центра
- Либералы
- Христианские демократы
- Левая партия
- Партия зелёных
- Шведские демократы

## Представленные вЕвропейском парламенте
- Феминистская инициатива (швед. Feministiskt initiativ — F!)

## Прочие партии
- Пиратская партия Швеции
- Июньский список (швед. Junilistan — jl)
- Партия защиты интересов пенсионеров (швед. Sveriges Pensionärers Intresseparti — SPI)
- Партия охраны здоровья (швед. Sjukvårdspartiet — SVP)

## Малые партии
- Жонглёрская партия (швед. Jongleringspartiet) — региональная партия в Стокгольмском лене, ратующая за то, чтобы в обществе по возможности как можно больше жонглировали.
- Выбор пути (швед. Vägvalet) — местная гётеборгская партия, цель которой отмена в Гётеборге дорожных сборов.
- Партия Сконе (швед. Skånepartiet) — региональная партия провинции Сконе, выступающая за отделение от Швеции и создание независимой республики.
- Североевропейский Союз (швед. Nordisk Union) — националистическая партия, выступающая за возобновление унии между Швецией, Норвегией и Данией.
- Иммигрантская партия Швеции (швед. Invandrarpartiet Sverige) — региональная партия в Йёнчёпингском лене, добивающаяся интеграции иммигрантов в шведское общество и выступающая за отход от деления на левых и правых в политике.
- Партия прямой демократии (швед. Aktivdemokrati)
- Демократы центра (швед. Centrumdemokraterna)
- Классическая либеральная партия (швед. Klassiskt Liberala Partiet—KLP)
- Коммунистическая партия (швед. Kommunistiska Partiet)
- Коммунистическая партия Швеции (швед. Sveriges Kommunistiska партия)
- Европейская рабочая партия (швед. Europeiska Arbetarpartiet)
- Национальные демократы (швед. Nationaldemokraterna)
- Партия Норрботтен (швед. Norrbottenspartiet)
- Партия шведов (швед. Svenskarnas Parti)
- Правая партия консерваторов (швед. Högerpartiet de konservativa)
- Социалистическая партия (швед. Socialistiska Partiet)
- Социалистическая партия «Справедливость» (швед. Rättvisepartiet Socialisterna)
- Коммунистическая лига (швед. Kommunistiska Förbundet)
- Социальная партия (швед. Sociala Partiet—SP)
- Уникальная партия (швед. Unika partiet)
- Единство (швед. Enhet)
- Партия трезвости (швед. Spritpartiet)
- Северное движение сопротивления (швед. Nordiska motståndsrörelsen)

## Исторические партии
- Партия «шляп» — существовала с 1734 по 1772 годы с перерывами. Выступала за противостояние с Россией.
- Партия «колпаков» — существовала с 1739 по 1772 годы с перерывами. Выступала против войн с Россией.